# 莫卡辛 (伊利諾伊州)
莫卡辛（英語：Moccasin）是位於美國伊利諾伊州埃芬漢縣的一個非建制地區。該地的面積和人口皆未知。

## 地理
莫卡辛的座標為38°08′50″N 88°45′28″W / 38.14722°N 88.75778°W，而該地的平均海拔高度為186米（即610英尺）。